# Alfredo Marco Tabar
Alfredo Marco Tabar (Vitoria, 16 de mayo de 1933) es un abogado y político español del Partido Popular.

## Biografía
Alfredo Marco Tabar nace en Vitoria el 16 de mayo de 1933. Es Licenciado en Derecho por la Universidad de Valladolid. Comienza el ejercicio de la abogacía en 1965. Desempeñó el cargo de director de Asuntos Económicos de la Organización Sindical en Álava. Más adelante ocupó el puesto de letrado mayor del Ayuntamiento de Vitoria y fue procurador en las Cortes franquistas, fundador de la UCD y del CDS.
Posteriormente fue senador por Álava en la Legislatura Constituyente 1977-1979 y en la I Legislatura 1979-1981 en representación de la UCD. Asimismo fue concejal en el Ayuntamiento de Vitoria por la UCD  en el periodo 1979-1980. Está considerado uno de los Padres del Estatuto de Autonomía del País Vasco de 1979. Parlamentario vasco por la UCD en I Legislatura 1980-1984 y en la III Legislatura 1986-1990. Fue uno de los firmantes del Pacto de Ajuria Enea el 12 de enero de 1988. Candidato a lendakari por el CDS en las Elecciones al Parlamento Vasco de 1990 y candidato a Alcalde de Vitoria por el Partido Popular en la legislatura 1995-1999. Diputado Foral de Presidencia por el Partido Popular 1999- 2003.
Abandona la política activa en abril del 2007 a los 74 años de edad, siendo juntero del Partido Popular en Álava. Está casado y tiene siete hijos.